# Öldscheitü

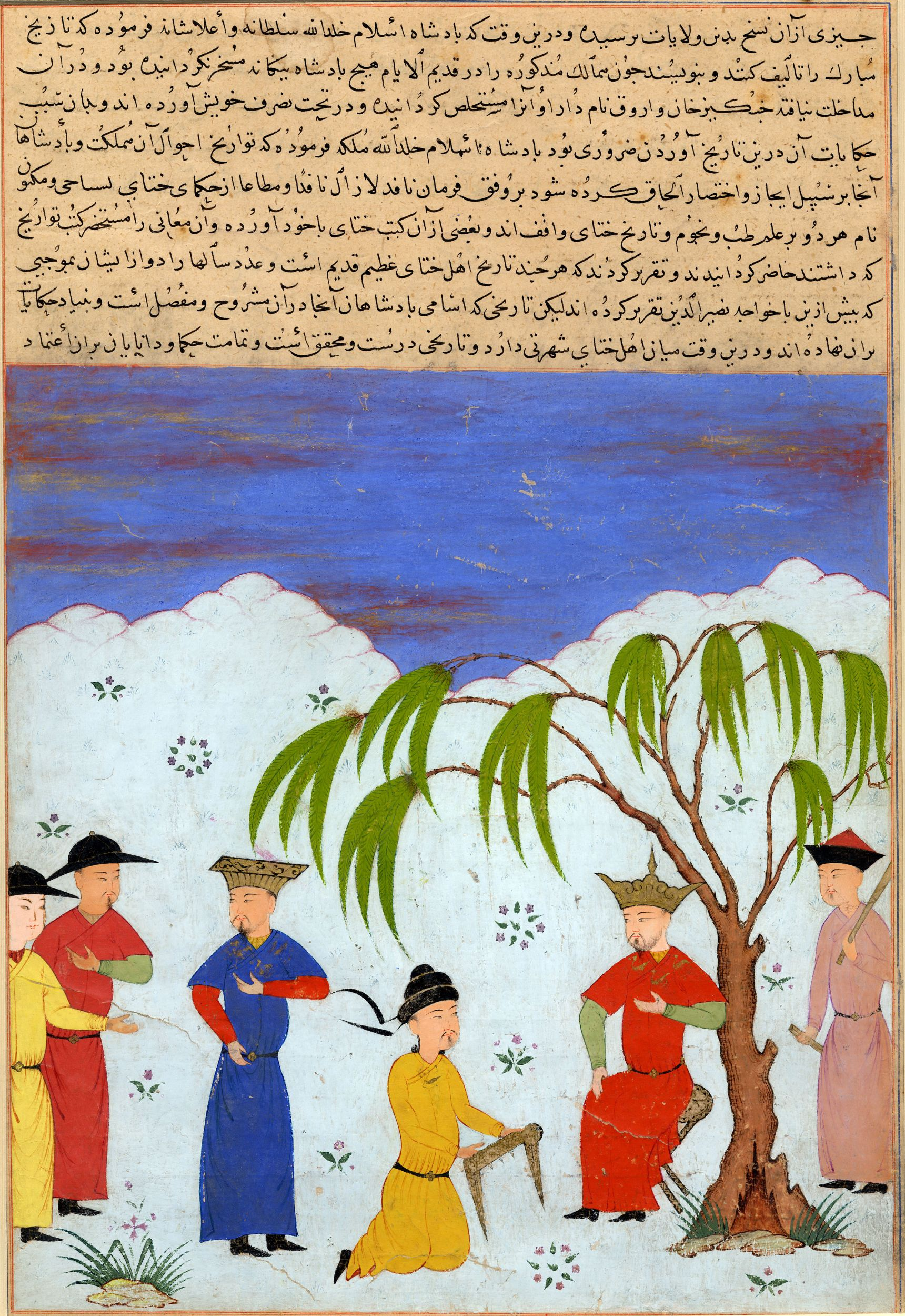
Öldscheitü empfängt die Botschafter der Yuan-Dynastie

Öldscheitü (mongolisch ᠦᠯᠵᠡᠢᠲᠦ ᠺᠬᠠᠨ, persisch اولجایتو Oldschaytu‎; * 1280; † 16. Dezember 1316 in Soltanije, auch bekannt als محمد خدابنده Muhammad Chudabanda, DMG Muḥammad-i Ḫudā-banda, ‚Muhammad Diener Gottes‘) war ein ilchanidischer Herrscher von 1304 bis 1316. Als Sohn Arghuns und dessen Frau Buluqhan-Chatun war er der Bruder Mahmud Ghazans, den er beerbte.
Seine Ruhestätte ist das berühmte Öldscheitü-Mausoleum in Soltanije westlich der iranischen Hauptstadt Teheran.

## Konversion

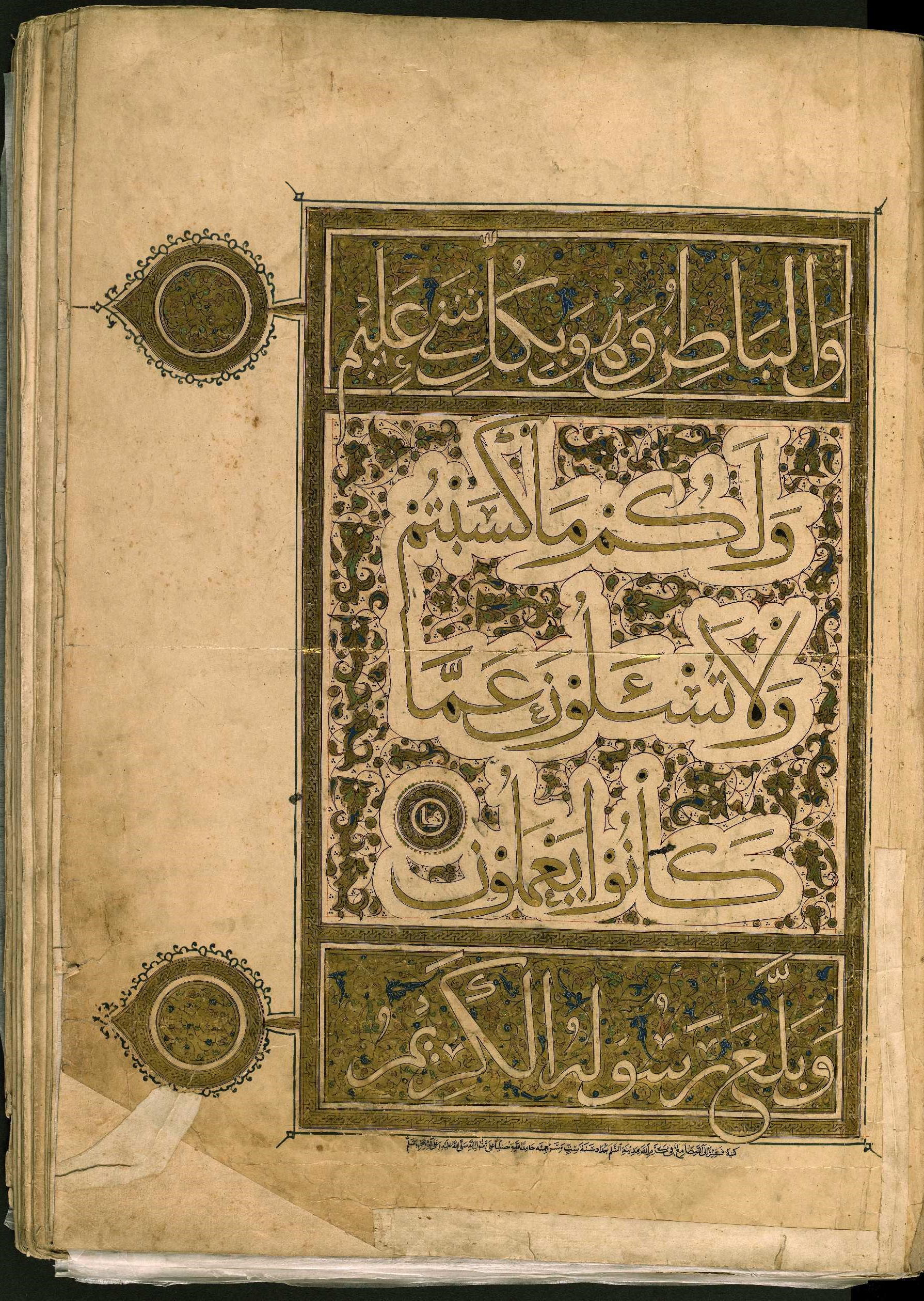
Zwei illuminerte Koranverse. Öldscheitüs Koran aus Bagdad in den Orientalische Handschriften der Universitätsbibliothek Leipzig

Öldscheitü wurde 1290 durch seinen Vater christlich getauft und erhielt den Namen Nikolaus. Der Vater wählte diesen Namen zu Ehren des Papstes Nikolaus IV. Aber in seiner Jugend konvertierte er selbst erst zum Buddhismus und später zusammen mit seinem Bruder Ghazan zum sunnitischen Islam. Als Muslim wählte er sich den Namen Mohammad aus.

## Herrschaft
Als Öldscheitü die Herrschaft antrat, stand er unter dem Einfluss des schiitischen Geistlichen al-Hilli. Nach al-Hillis Tod wurde dessen Leichnam von Bagdad zu einem Schrein in Soltanije gebracht. Öldscheitü wechselte wohl 1310 zum schiitischen Islam.
1309 gründete Öldscheitü das Dar as-Sayyidah in Schiras und stiftete ihm 10.000 Dinare pro Jahr. Nach seinem Tod 1316 wurde sein Sohn Abū Saʿīd neuer Herrscher. Das Öldscheitü-Mausoleum in Soltanije ist das besterhaltene Bauwerk der Ilchane.

## Beziehungen zu Europa

### Handel

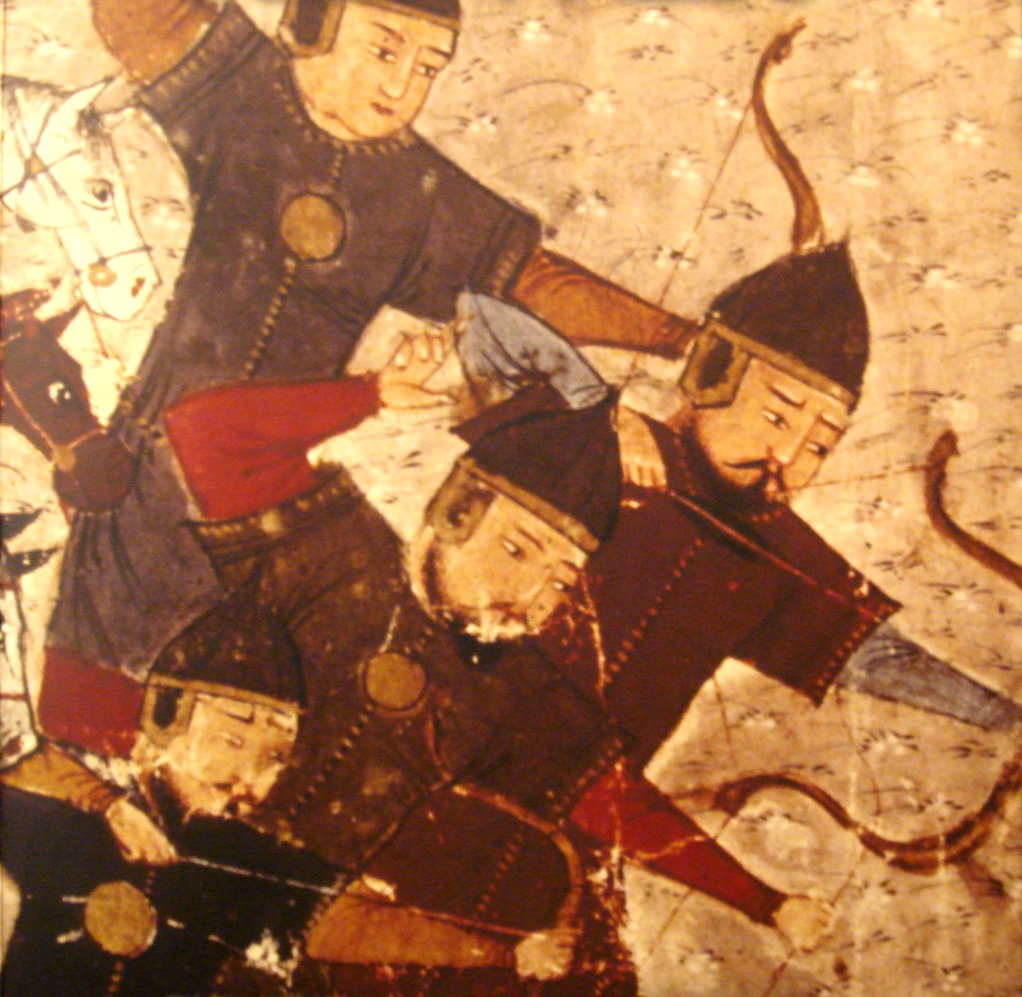
Mongolische Soldaten aus der Zeit Öldscheitüs aus dem Buch Dschami at-Tawarich von Raschid ad-Din, BnF. MS. Supplément Persan 1113. 1430-1434 AD.

Es gab unter Öldscheitü intensive Handelskontakte zwischen den Ilchanen und Europa. So trafen zum ersten Mal genuesische Händler 1280 in Täbris ein. 1304 hatte Genua einen Konsul in Täbris. 1306 kam es auch zu einem Handelsvertrag mit Venedig. Marco Polo berichtete, dass Täbriz sich auf die Produktion von Gold und Seide spezialisiert habe, und dass westliche Händler hier Edelsteine in Mengen erwerben können.

### Militärische Bündnisse

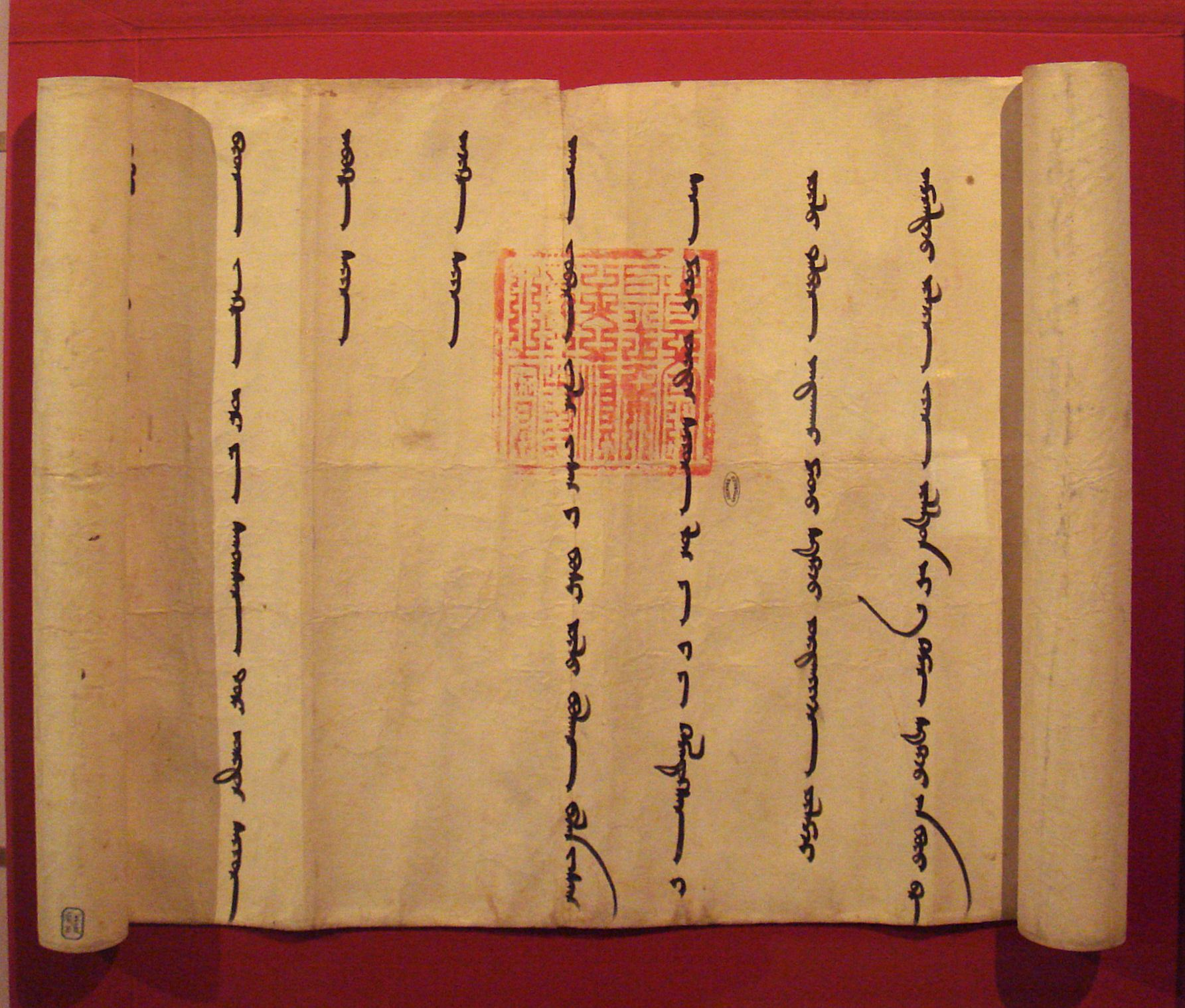
Brief des Öldscheitü an König Philipp IV. Die Rolle misst 302 × 50 cm.

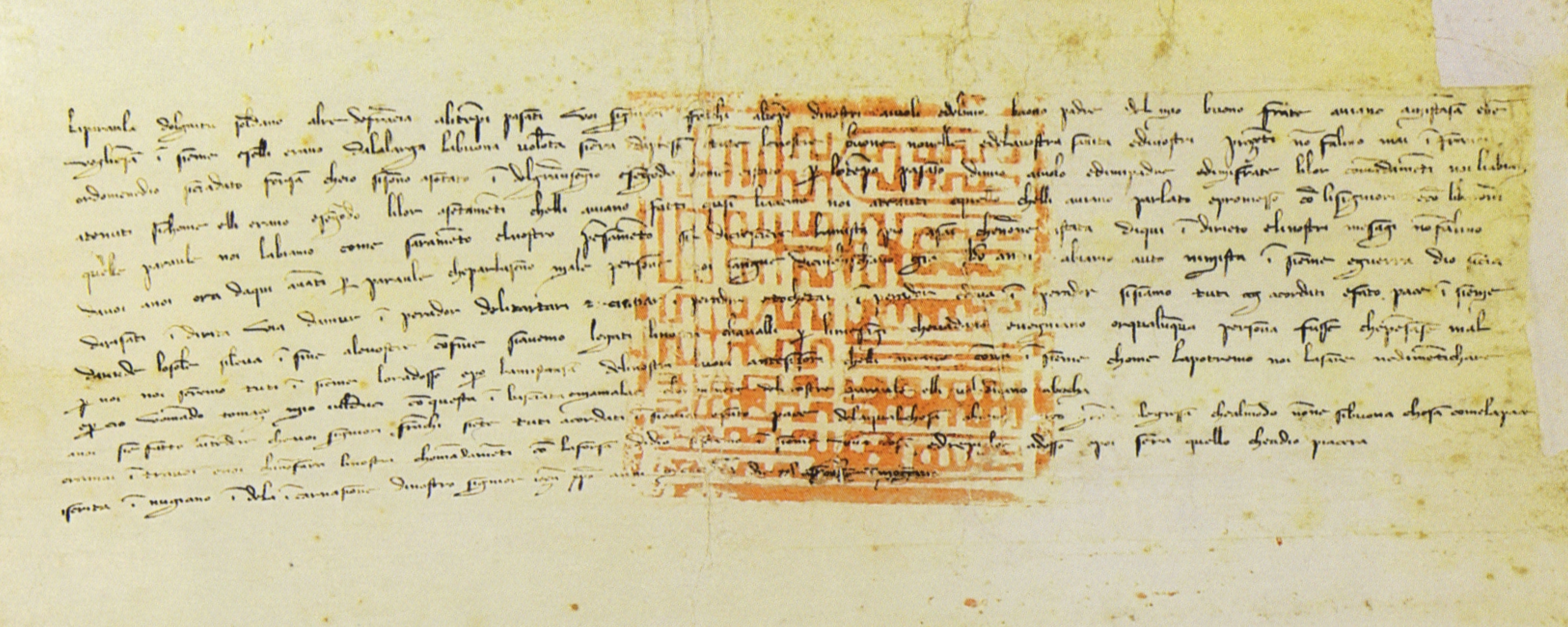
Die Übersetzung des Briefes durch Buscarello de Ghizolfi auf der Rückseite der Schriftrolle.

Öldscheitü war an einem Bündnis mit dem Westen gegen die Mamluken interessiert. Schon sein Vater Arghun hatte sich um ein Bündnis zwischen den christlichen Nationen und dem Ilchanat bemüht.
Die Gesandtschaft von 1305

Im April 1305 sandte Öldscheitü einen Botschafter, der von Buscarello de Ghizolfi begleitet wurde, zum französischen König Philipp IV., zu Papst Clemens V. und König Eduard I. von England. Ein Brief, der an Philipp IV. gerichtet war, ist bis heute erhalten geblieben. In diesem Brief steht unter anderem: 

„Wir, Sultan Öldscheitü. Wir sprechen. Wir, die durch die Kraft des Himmels zum Throne aufstiegen [...], wir, Nachfahren des Dschingis Khan [...]. Wahrhaftig, es kann nichts Besseres geben als Eintracht. Wenn einer nicht mit euch oder mit uns selber in Eintracht ist, würden wir uns dann gemeinsam verteidigen. Lass den Himmel entscheiden!“

 Weiterhin sagt Öldscheitü, dass die internen Konflikte zwischen den Mongolen beigelegt seien: 

„Jetzt sind wir alle, Timur Khagan, Tchapar, Toctoga, Togba und wir selbst, die großen Nachfahren des Dschingis Khan, wir alle, Nachfahren und Brüder, sind durch die Inspiration und Hilfe Gottes versöhnt. So dass, von Nangkiyan (China) im Osten bis zum See Dala ist unser Volk vereint und die Wege offen.“

 Dieser Brief zeigte den Christen, dass man eine Allianz immer noch für möglich hielt.
Die Gesandtschaft 1307
Eine andere Gesandtschaft geführt von Tommaso Ugi di Siena, der Öldscheitüs Schwertträger (Ildüchi) war, wurde 1307 nach Europa geschickt. Die Mongolen äußerten gegenüber Papst Clemens V. die Möglichkeit das Heilige Land den Christen wieder zu übergeben. Die Beziehungen zur Kirche waren recht gut, so dass Clemens V. mit Johannes von Montecorvino einen Erzbischof von Cambaluc und Patriarchen des Ostens ernannte.
Die Europäer bereiteten sich auf einen Kreuzzug vor, aber verschoben diesen dann. Ein Plan des Großmeisters des Johanniterordens Guillaume de Villaret sah einen Angriff der Ilchane auf das mamlukische Syrien als ersten Teil des Kreuzzuges an. Dann sollten die Europäer ins Geschehen eingreifen. Es ist bekannt, dass eine Abteilung von fränkischen Soldaten mit Mangonelen die Ilchane bei der Einnahme Herats im Jahr 1307 unterstützten.
Die Gesandtschaft 1313
Als am 4. April 1312 Papst Clemens V. den Kreuzzug auf dem Konzil von Vienne ausrief, schickte Öldscheitü eine dritte Gesandtschaft in den Westen und zu Eduard II. Der französische König Philipp IV. folgte dem Aufruf des Papstes, kam aber bei einem Jagdunfall ums Leben.
Öldscheitü griff die Mamluken zum letzten Mal 1312/13 an und war erfolglos. Erst 1322 konnte sein Sohn mit den Mamluken einen Friedensvertrag vereinbaren.